# Compromisso ontológico
Na semântica formal, um compromisso ontológico de uma língua é um ou mais objetos postulados para existir por essa língua. A "existência" referida não precisa ser "real", mas existir apenas em um universo de discurso. Como exemplo, sistemas legais usam vocabulário referente a 'pessoa jurídicas' que são entidades coletivas que possuem direitos. Diz-se que a doutrina legal tem um compromisso ontológico com indivíduos não singulares.
Em sistema de informação e inteligência artificial, onde uma ontologia se refere a um vocabulário específico e a um conjunto de pressupostos explícitos sobre o significado e uso dessas palavras, um compromisso ontológico é um acordo para usar o vocabulário compartilhado de maneira coerente e consistente dentro de um contexto específico.
Na filosofia, uma "teoria é ontologicamente comprometida com um objeto apenas se esse objeto ocorrer em todas as ontologias dessa teoria.".

## Contexto
A frase "Napoleão é um dos meus ancestrais" aparentemente nos compromete apenas com a existência de dois indivíduos (ou seja, Napoleão e o falante) e uma linha de ancestralidade entre eles. O fato de que nenhuma outra pessoa ou objeto é mencionado parece limitar o "compromisso" da frase. No entanto, é bem conhecido que frases desse tipo não podem ser interpretadas na lógica de primeira ordem, onde variáveis individuais representam coisas individuais. Em vez disso, elas devem ser representadas em alguma forma de lógica de segunda ordem. Na linguagem comum, tais formas de segunda ordem usam plurais gramaticais ou termos como "conjunto de" ou "grupo de".
Por exemplo, a frase envolvendo Napoleão pode ser reescrita como "qualquer grupo de pessoas que inclui eu e os pais de cada pessoa no grupo também deve incluir Napoleão", o que é facilmente interpretado como uma afirmação na lógica de segunda ordem (naturalmente, começaríamos atribuindo um nome, como G, ao grupo de pessoas em questão). Formalmente, formas de substantivos coletivos como "um grupo de pessoas" são representadas por variável de segunda ordem, ou por variável de primeira ordem representando conjuntos (que são objetos bem definidos em matemática e lógica). Uma vez que essas variáveis não representam objetos individuais, parece que estamos "comprometidos ontologicamente" com entidades além de indivíduos - conjuntos, classes, e assim por diante. Como Quine coloca:
a adoção geral de variáveis de classe de quantificação introduz uma teoria cujas leis não eram expressáveis nas etapas anteriores da lógica. O preço pago por esse aumento de poder é ontológico: objetos de um tipo especial e abstrato, viz. classes, agora são pressupostos. Formalmente, é precisamente ao permitir a quantificação sobre variáveis de classe α, β, etc., que assumimos uma gama de valores para essas variáveis para se referir. Ser assumido como uma entidade é ser assumido como um valor de uma variável. (Métodos de Lógica, 1950, p. 228)
Outra afirmação sobre indivíduos que parece "inocente ontologicamente" é a bem conhecida Frase de Geach-Kaplan: Alguns críticos admiram apenas uns aos outros..